# Maurizio Bonuglia
Maurizio Bonuglia, né en 1943 à Rome et mort en 2010, est un acteur et réalisateur italien.

## Filmographie partielle
- 1967 : Trio, de Gianfranco Mingozzi
- 1968 : 
  - Le Gendarme se marie (Calma ragazze, oggi mi sposo), de Jean Girault
  - Les Protagonistes (I protagonisti), de Marcello Fondato
  - Top Sensation, de Ottavio Alessi
- 1969 : 
  - Exécutions (Un detective), de Romolo Guerrieri
  - Yellow - Le cugine, de Gianfranco Baldanello
  - El Puro, la rançon est pour toi (La taglia è tua... l'uomo l'ammazzo io!), de Edoardo Mulargia
- 1970 :
  - Cerca di capirmi de Mariano Laurenti
  - Le Mans - Scorciatoia per l'inferno d'Osvaldo Civirani
  - Que fais-tu grande folle ? (Splendori e miserie di Madame Royale) de Vittorio Caprioli
  - Mazzabubù... Quante corna stanno quaggiù?, de Mariano Laurenti
- 1971 : Journée noire pour un bélier (Giornata nera per l'ariete), de Luigi Bazzoni
- 1972 : 
  - La volpe dalla coda di velluto, de José María Forqué
  - La Proie des nonnes (L'arma, l'ora, il movente) de Francesco Mazzei
- 1973 : 
  - Ludwig ou le Crépuscule des dieux, de Luchino Visconti
  - Blu Gang e vissero per sempre felici e ammazzati, de Luigi Bazzoni
  - La Tour du désespoir (Sepolta viva), d'Aldo Lado
- 1974 :  
  - Il profumo della signora in nero, de Francesco Barilli
  - Identikit, de Giuseppe Patroni Griffi
  - Il bacio, de Mario Lanfranchi
  - Nipoti miei diletti, de Franco Rossetti
- 1975 : La nuora giovane, de Luigi Russo
- 1976 : 
  - Allô... Madame (Natale in casa d'appuntamento), de Armando Nannuzzi
  - Bordella, de Pupi Avati)
  - Le Bataillon en folie (Sturmtruppen), de Salvatore Samperi
- 1985 : Fox Trap, de Pierluigi Ciriaci
- 1986 : The Messenger, de Pierluigi Ciriaci